# Piedad popular

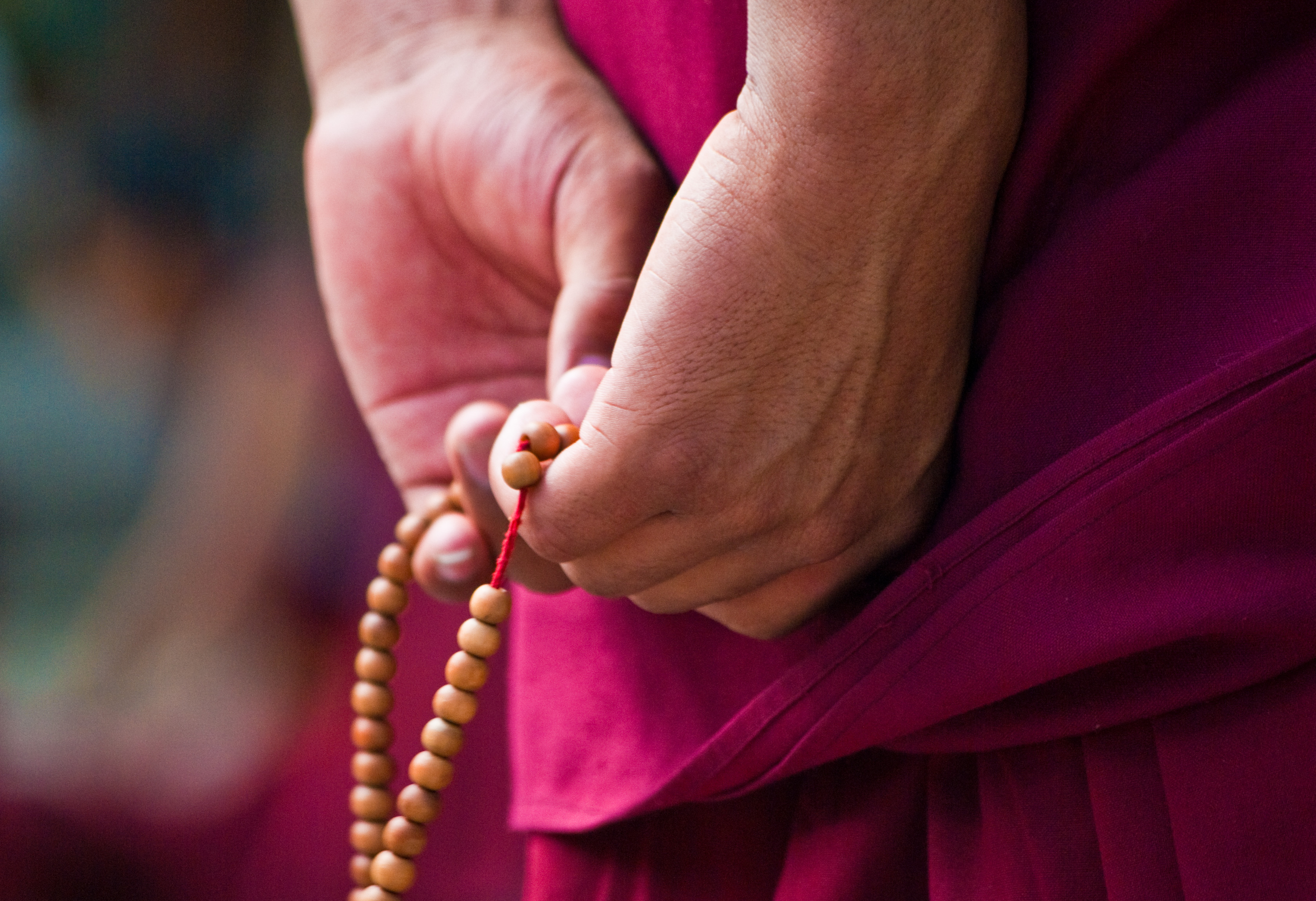
Un monje budista en el Monasterio de Sera con un rosario.

La piedad popular se refiere a las más variadas prácticas y expresiones católicas "de culto privado (personal o comunitario) prestado a Dios, a los Santos, a las cosas santas" y a la Virgen María. 
Este tipo de culto católico se fue desarrollando a lo largo de los tiempos, al margen de la Iglesia oficial, por eso está muchas veces asociado al llamado catolicismo popular. Más concretamente, la piedad popular es el resultado de la fe y "de la cultura de un pueblo o grupo social".

## Su relación con la Liturgia
La piedad popular es diferente del culto litúrgico, que es "el culto oficial prestado por la Iglesia católica con Cristo y por Cristo a Dios". Sin embargo, a pesar de esa diferencia, "ha sucedido a lo largo de los siglos que ciertas expresiones de la piedad popular pasaran a la liturgia (fiestas de Navidad, del Sagrado Corazón de Jesús, del Inmaculado Corazón de María, etc.)". 
Sin embargo, la piedad popular no es contradictoria con la liturgia, siendo aceptada e incluso, en muchos casos, recomendada por la Iglesia. Sin embargo, hay que destacar que ella no puede sustituir a la liturgia ya toda la gente que lo practica debe recordar siempre que todo el culto católico es en última instancia, dirigido y entregado a la Santísima Trinidad.
En otras palabras, la liturgia es el criterio, el culto oficial, la forma de vida de la Iglesia en su conjunto alimentada directamente por el Evangelio. La piedad popular o religiosidad significa que la fe se arraiga en los corazones de los diversos pueblos, para entrar en el mundo de la vida cotidiana. La piedad popular es la primera y fundamental forma de «inculturación» de la fe, que continuamente debe dejarse guiar por las indicaciones de la liturgia, pero que, a su vez,la fecunda a partir del corazón.

## Sus riesgos y su importancia
Debido al riesgo potencial de "desviarse a formas supersticiosas", la piedad popular "debe estar siempre bajo la lúcida vigilancia" de la jerarquía eclesiástica. Más específicamente, los clérigos católicos "deben corregir y valorizar" las distintas expresiones de la piedad popular, "buscando que ellas se inspiren en las Escrituras, estén en sintonía con la liturgia y respeten la ortodoxia doctrinal, aunque teniendo en cuenta las tradiciones y las formas auténticas de sentir y vivir del pueblo o del grupo social".
Aunque este tipo de culto cristiano sea "de cierto modo facultativo", es muy importante. A modo de ejemplo, a lo largo de la historia de la Iglesia Católica, "a él se debe en gran parte el mantenimiento y crecimiento de la fe del pueblo cristiano, especialmente en períodos de escaso impacto de la liturgia de los laicos en general. Otra razón de estima por la piedad popular resulta del hecho de que ella es especialmente vacacionada para la inculturación de la fe, permitiendo al pueblo expresar su fe de forma más espontánea".

## Sus diversas expresiones y tipos
Las diferentes expresiones de la piedad popular tienen el nombre de "ejercicios de piedad", que puede ser inspirados, bajo la recomendación y autorización de la Santa Sede y de los Obispos, de la liturgia o también a partir de la "devoción o aspectos formales." Entre otras cosas, la devoción puede ser expresada en "fórmulas de oración" a Dios, a Jesús, a la Virgen María y a los santos (novenas, trecena, Santo Rosario...)", en peregrinaciones a los lugares sagrados", en la veneración de medallas, estatuas, reliquias e imágenes sagradas y benditas, en procesión, y otras "costumbres populares".
En el ámbito de sus muchos ejercicios de piedad, hay esencialmente dos tipos de religiosidad popular:
- el culto privado de la veneración, que está orientado a los santos (se llama dulía), siendo especial la veneración a la Virgen María llamada hiperdulía.
- el culto privado de adoración o latría, que es el único dirigido y entregado a la Santísima Trinidad (Dios).

Cabe señalar que la piedad popular, más concretamente, las diferentes expresiones de devoción, no es igual a la idolatría, que es el culto de adoración que se presta a una criatura, grabándole la honra que es debida solo a Dios. A pesar de que la Iglesia Católica insista en diferenciar la adoración y la veneración, varios grupos religiosos, incluidos los protestantes, acusan al culto de veneración y devoción como un acto de idolatría.